# Legião Islâmica
A Legião Islâmica ou Legião Verde (em árabe: الفيلق الإسلامي al-Faylaq ul-'Islāmiyyu; também conhecida como Legião Islâmica Pan-Africana) foi uma unidade militar voluntária estrangeira criada pelo general líbio Ali Sharif al-Rifi e uma força paramilitar pan-árabe e pan-islâmica patrocinada pela Líbia, estabelecida em 1972. A Legião fazia parte do sonho de Muammar Gaddafi de criar o Grande Estado Islâmico no Sahel.
Foi formada principalmente por jovens tuaregues do Mali e do Níger que fugiam devido às secas que assolavam a região desde 1968.
Junto com a preparação militar, sofreram uma forte ideologização que visava minar os laços tribais para confrontá-los com os governos da região que mantinham os tuaregues na exclusão.
Recrutados no final da década de 1970, os combatentes tuaregues foram enviados para lutar no Líbano (1981-1982) e no Chade (1986-1987) Embora muitos tenham aderido à rebelião no Níger e no Mali na década de 1990, uma proporção significativa posteriormente regressou à Líbia,
o que permitiria a naturalização líbia de alguns deles.